# كأس هونغ كونغ 1984–85
كأس هونغ كونغ 1984–85 هو موسم من كأس هونغ كونغ. فاز فيه نادي جنوب الصين.